# Adolfo de Córdoba Vélez
Dante Adolfo de Córdoba Vélez (Camaná, Arequipa, 27 de septiembre de 1950) es un ingeniero agrónomo y político peruano. Miembro del Partido Aprista Peruano fue Diputado entre 1990 y 1992, se desempeñó como Ministro de Agricultura del Perú desde el 11 de julio de 2009 hasta el 14 de septiembre de 2010, en el segundo gobierno de Alan García Pérez.

## Biografía
Nació en Camaná, en el Departamento de Arequipa, el 27 de septiembre de 1950. Estudió agronomía en la Universidad Nacional del Altiplano en Puno y cuenta con dos estudios de posgrado en Ingeniería hidráulica. De Córdoba tiene una importante trayectoria laboral, cabe destacar que fue miembro del directorio del Banco Industrial del Perú desde 1987 hasta 1990 entre otros.

## Diputado de la República
De Córdoba, se desempeñó como diputado de la República, por el departamento de Arequipa entre 1990 y 1992.

## Ministro de agricultura
Después de la renuncia del entonces primer ministro Yehude Simon Munaro, y la reestructuración del gabinete ministerial, el nuevo primer ministro Javier Velásquez Quesquén, eligió a Adolfo de Córdoba para reemplazar al saliente Carlos Leyton Muñoz, como Ministro de Agricultura. De Córdoba juramentó como ministro el día 11 de julio del 2009 en Palacio de Gobierno.